# جوناثان ومارثا كينت
جوناثان ومارثا كينت (بالإنجليزية: Jonathan and Martha Kent)‏ هي عائلة خيالية أمريكية، تعيش في بلدة سمولفيل في ولاية كنساس، وهي التي تبنت وربت كال-إل، شركة دي سي كومكس هي التي قامت بابتكار جوناثان ومارثا كينت.